# Александровское водохранилище
Александровское водохранилище — русловое водохранилище на реке Мокрый Мерчик (бассейн Днепра). Водохранилище построено в 1973 году и принадлежит Краснокутскому межрайонному управлению водного хозяйства Харьковской области. Водохранилище построено в 1977 году по проекту Харьковского филиала института «Укргипроводхоз». Назначение — увлажнение осушенных земель в поймах рек Мерла и Мерчик, рыборазведения. Вид регулирования — сезонное.

## Основные параметры водохранилища
- Нормальный подпорный уровень — 133,5 м;
- Форсированный подпорный уровень — 133,8 м;
- Полный объём — 11,4 млн м³;
- Полезный объём — 10,8 млн м³;
- Длина — 6,35 км;
- Средняя ширина — 0,55 км;
- Максимальные ширина — 1,60 км;
- Средняя глубина — 3,21 м;
- Максимальная глубина — 6,5 м.

## Основные гидрологические характеристики
- Площадь водосборного бассейна — 193 км².
- Годовой объём стока 50 % обеспеченности — 10800000 м³.
- Паводковый сток 50 % обеспеченности — 7800000 м³.
- Максимальный расход воды 1 % обеспеченности — 116 м³/с.

## Состав гидротехнических сооружений
- Глухая земляная плотина длиной — 669 м, высотой — 8,7 м, шириной — 8,5 м. Заделка верхового откоса — 1:8, низового откоса — 1:2,5.
- Шахтный водосброс из монолитного железобетона размерами 7,0×9,5 м.
- Водосбросный тоннель длиной — 32,4 м, размерами 3(2,5×3,0) м.
- Водовыпуск трубчатый из стальной трубы диаметром 400 мм для подачи воды к рыбопитомнику, расположенному в нижнем бьефе.

## Использование водохранилища
Водохранилище было построено для увлажнения осушенных земель в поймах рек Мерла и Мерчик. Также водохранилище используется для подачи воды к рыбопитомника АРВК «Богодуховский рыбхоз». Акватория водохранилища используется для рыборазведения.